# Pany Varela
Anilton César Varela Silva, detto Pany (Tarrafal, 25 febbraio 1989), è un giocatore di calcio a 5 capoverdiano naturalizzato portoghese.
Con la nazionale portoghese è stato campione del mondo nel 2021 e campione europeo nel 2018 e nel 2022.

## Biografia
Nativo di Capo Verde, si è trasferito con la famiglia in Portogallo nel 1999, stabilendosi a Vialonga nel comune di Vila Franca de Xira. Il soprannome "Pany", adottato dal calcettista anche nelle divise da gioco, gli è stato dato dalla nonna.

## Carriera
Varela è stato tra i protagonisti assoluti della Coppa del Mondo 2021 vinta dal Portogallo: unico giocatore del torneo ad aver segnato in sei partite, quattro delle quali nella fase a eliminazione diretta, ha deciso la finale con una doppietta ai danni dell'Argentina. Con 8 reti è stato inoltre vice capocannoniere del torneo alle spalle del brasiliano Ferrão, che ne ha realizzata una in più.

## Palmarès

### Club

#### Competizioni nazionali
- Campionato portoghese: 7
Benfica: 2008-09, 2011-12
Sporting CP: 2016-17, 2017-18, 2020-21, 2021-22, 2022-23
- Coppa del Portogallo: 3
Benfica: 2008-09, 2011-12
Fundão: 2013-14
- Supertaça de Portugal: 2
Benfica: 2010, 2012

#### Competizioni internazionali
- Coppa UEFA: 1
Benfica: 2009-10
- UEFA Champions League: 2
Sporting CP: 2018-19, 2020-21

### Nazionale
- Campionato mondiale: 1
Lituania 2021
- Campionato d'Europa: 2
Slovenia 2018, Paesi Bassi 2022

### Individuale
- Futsal Awards: 1
Miglior giocatore: 2022